# تونكي دراخت
تونكي دراخت (مواليد 1930)، هي كاتبة أدب الأطفال ورسامة هولندية.
ولدت يوم 12 نوفمبر 1930، في مستعمرة الهند الشرقية الهولندية، مدينة جاكارتا الإندونيسية. وهي الابنة البكر لموظف حكومي هولندي. اعتقلت دراخت عام 1942 لثلاث سنوات بمعسكر ياباني لأسرى الحرب. وعادت إلى هولندا نهائياً وهي في الثامنة عشر من عمرها، حيث درست في الكلية الملكية للفنون، وأصبحت رسامة ومعلمة. اكتسبت شهرتها ككاتبة هولندية شابة عام 1962 مع صدور روايتها «رسالة إلى الملك». وفازت عنها بجائزة القلم الذهبي لأفضل كاتبة شابة للعام.

## من مؤلفاته
- «رسالة إلى الملك»
- «أسرار الغابة»
- «قصص الاخوة التوأم»

## روابط خارجية
- تونكي دراخت على موقع IMDb (الإنجليزية)
- تونكي دراخت على موقع ميوزك برينز (الإنجليزية)
- تونكي دراخت على موقع ديسكوغز (الإنجليزية)
- تونكي دراخت على موقع قاعدة بيانات الفيلم (الإنجليزية)
- تونكي دراخت على موقع كينوبويسك (الروسية)